# Certificat d'études physiques, chimiques et biologiques
Pour les articles homonymes, voir Certificat d'études et PCB.
 (juillet 2011).
Si vous disposez d'ouvrages ou d'articles de référence ou si vous connaissez des sites web de qualité traitant du thème abordé ici, merci de compléter l'article en donnant les références utiles à sa vérifiabilité et en les liant à la section « Notes et références ».
En France, le certificat d'études physiques, chimiques et naturelles (dit PCN), puis à partir de 1934 certificat d'études physiques, chimiques et biologiques (dit PCB), était un certificat d'études préparé dans les facultés des sciences et dont la détention était nécessaire pour entreprendre des études dans les facultés et écoles de médecine. 
Le certificat d'études physiques, chimiques et naturelles fut créé en 1893, par Raymond Poincaré, alors ministre de l'Instruction publique, sur proposition de Brouardel et Bouchard, professeurs de médecine et membres du comité consultatif de l'Instruction publique. Il avait pour but de renforcer la formation scientifique et biologique des étudiants en médecine. Sa préparation se faisait en un an et ses épreuves était organisées dans les facultés des sciences après l'obtention du baccalauréat. C'était un prérequis pour l'inscription en faculté de médecine.
Le certificat d'études supérieures préparatoires de sciences physiques, chimiques et naturelles (dit SPCN), créé en 1905, reposait sur un programme comprenant en grande partie des enseignements du certificat PCN, avec des compléments notamment en géologie. Ce certificat préparatoire était commun aux études scientifiques, et pouvait se substituer au PCN pour l'entrée en médecine.
Le PCN fut supprimé en 1960 en application de la réforme Debré des études médicales. Le nombre total d'année d'études pour le doctorat en médecine passant de 7 à 6. À la suite de cette réforme, effective à la rentrée 1961, la première des six années d'études comprend 375 h assurées par les facultés des sciences et 545 h par les facultés de médecine (arrêté du 2 août 1960) soit un total de 920 h. Le volume horaire des enseignements organisés par les facultés de médecine est ramené à 320 h en 1962 (Arrêté du 1er juin 1962). 
En 1963, un certificat préparatoire, intitulé certificat préparatoire aux études médicales (CPEM) est rétabli avec au cours de l'année préparatoire 430 h organisées par les facultés des sciences et 170 h par les facultés de médecine (arrêté du 24 août 1963). En 1969 est mis en place le premier cycle des études médicales en 2 ans avec instauration en 1971 d'un numerus clausus pour le passage en deuxième année, le nombre d'années d'études total revient donc à 7 années.